# Gigg

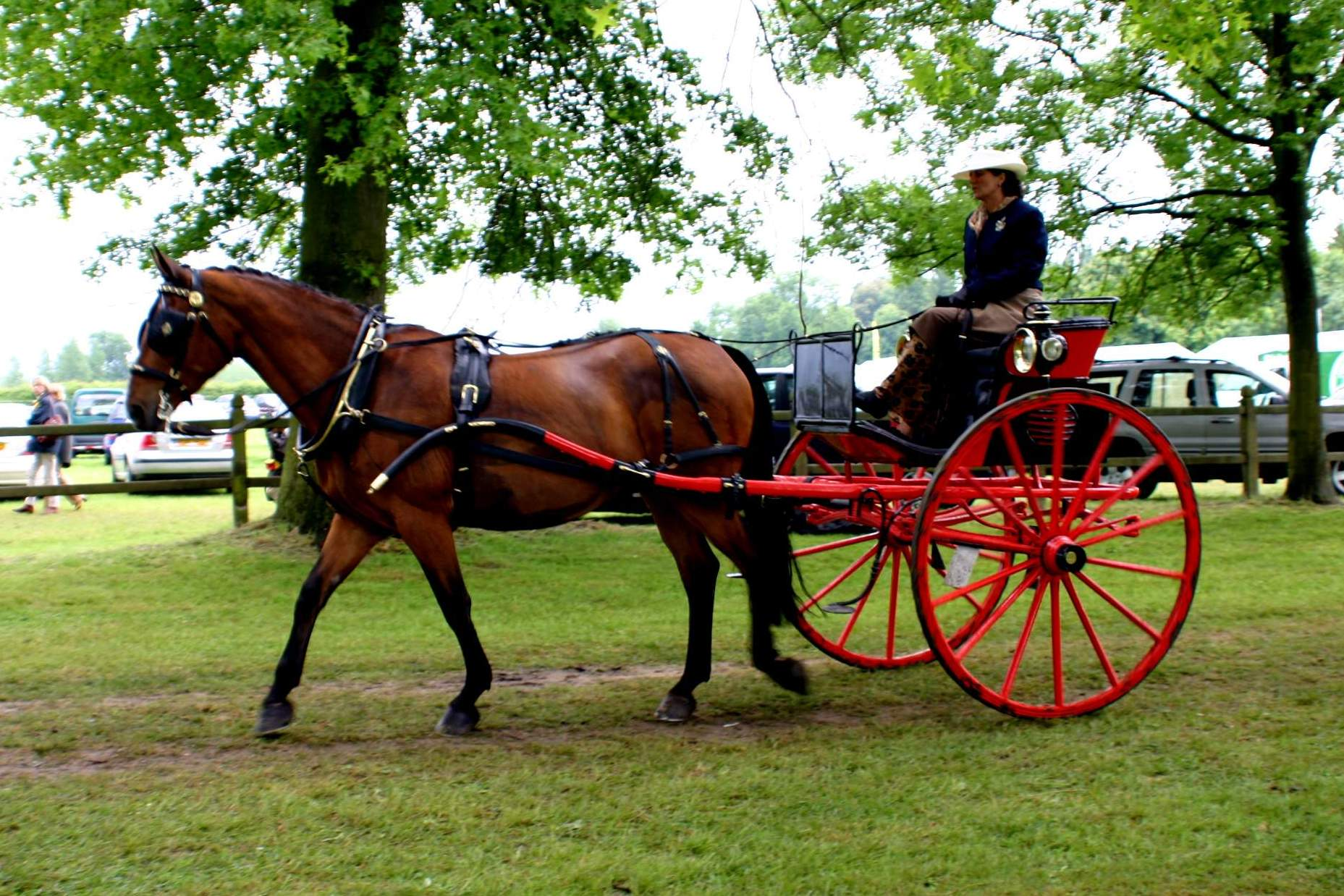
En gigg är en lätt tvåhjulig vagn som dras av en enda häst.

Gigg är en hästvagn som har två höga hjul med fjädring och anspänning med gaffel, svängel och draglinor. Den dras av en enda häst. Giggen har plats för kusken som kör vagnen och eventuellt en eller två mindre passagerare. Det finns flera typer av giggar, bland annat tuppgigg, guvernantgigg och en täckt gigg med sufflett.

## Historia
De första dokumentationerna om giggen dök upp under slutet av 1700-talet men den var inte vanlig förrän på 1800-talet. Giggen var den absolut vanligaste familjevagnen, även om den enbart hade plats för kusken och eventuellt två-tre mindre passagerare. Den drogs av en enda häst och användes till flera olika ändamål. Det var vanligt att se läkare, affärsmän eller handelsresande åka i dessa små vagnar. 
I Sverige blev giggen vanlig först under den senare hälften av 1800-talet och början av 1900-talet.

## Utseende
En gigg är en mindre vagn med två hjul och var främst avsedd för snabb transport. Utseendet varierade kraftigt mellan de olika typerna, men gemensamt för alla var att de hade fjädring i hjulen vilket gjorde att de var mycket mer bekväma att åka i än många andra vagnar. De vanligaste giggarna var öppna med ett tvärsäte för två personer och höga hjul. 

## Olika typer
- Tuppgiggen utvecklades främst för att köra stridande tuppar till tuppfäktningar. Tuppgiggen var dock något högre och hade en kuskbock för kusken och ett säte baktill för en passagerare som skulle hålla buren med tuppen.
- Guvernantgiggen var till för guvernanterna, barnens privatlärare, och hade högre kanter och en dörr baktill. Lärarna använde vagnen för att ta ut barnen på utflykter och den var säkrare än vanliga giggar för att undvika att barnen föll ur vagnen.
- Täckta giggar användes främst av läkare, handelsresande och affärsmän och hade en heltäckande sufflett som skyddade mot dåligt väder.
- Stanhopegiggen hade ett högre säte och var stängd baktill.
- Stickgigg var en väldigt lätt variant som enbart var avsedd för en person.
- Whiskeygiggen var den absolut lättaste av dem och hade ett litet chassi, med plats för en person. Det var upphängt på kraftiga läderband som var fastsatta i fjädringen. Detta gjorde att vagnen blev väldigt stöttålig och bekväm.